# Parque nacional MacDonnell Oeste
El Parque Nacional MacDonne Oestell (West MacDonnell National Park) es un parque nacional en el Territorio del Norte (Australia), ubicado a 1.234 km al sur de Darwin. Se extiende por la Cordillera MacDonnell al oeste de Alice Springs.
El popular camino de Larapinta, va de este a oeste por el parque cruzando la Cordillera MacDonnell Oeste. El parque incluye muchas atracciones turísticas en sus 250 km de ancho, que incluyen Ormiston Pound, el Ellery Creek Bighole, Simpson's Gap, Monte Sonder y los Ochre Pits.
En septiembre del 2006 el aventurero belga Louis-Philippe Loncke caminó sin reabastecimiento desde el este del Monte Zeil hasta Alice Springs fuera de ruta uniéndose al sendero Larapinta en Redbank Gorge.